# مقبرة شهداء بدر

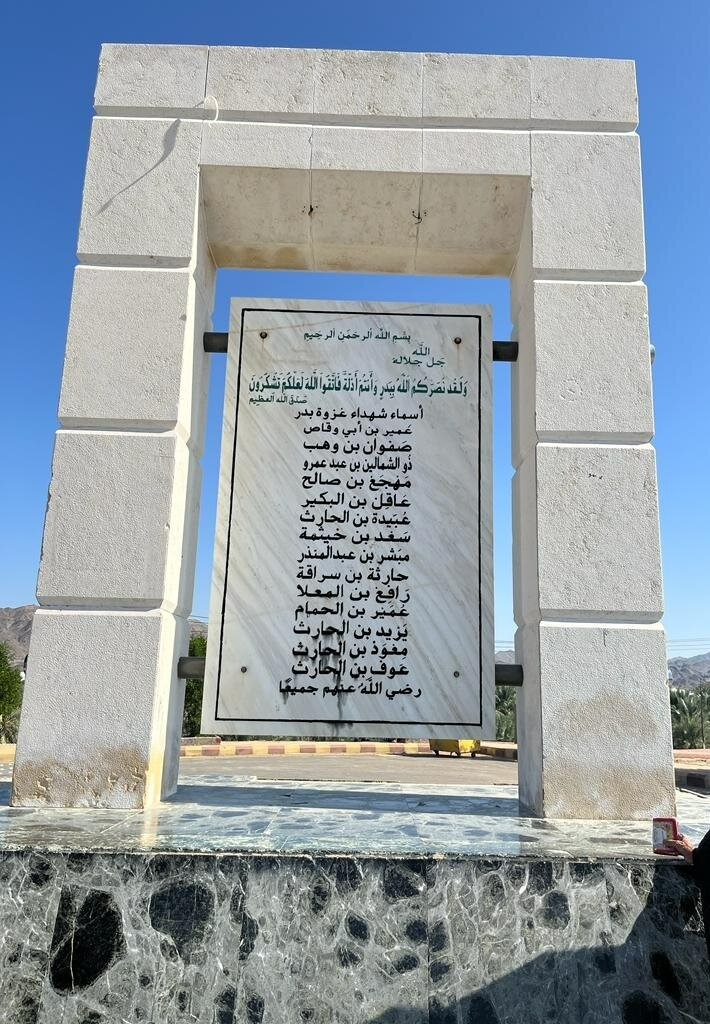
نصب تذكاري بأسماء شهداء غزوة بدر - حي الشهداء- بدر-المدينة المنورة

مقبرة شهداء بدر من المواقع والمعالم التاريخية في المدينة المنورة إذ يقصدها السياح كموقع تاريخي لغزوة بدر الكبرى. تضم رفات أربعة عشر صحابيًا ممن قتلوا في غزوة بدر، ويعتقد المسلمون أنهم من الشهداء ومن خيرة المسلمين . تقع المقبرة ضمن نطاق محافظة «بدر» غرب المدينة المنورة، وتبعد عنها قرابة 180كلم.

## قتلى المسلمين في غزوة بدر

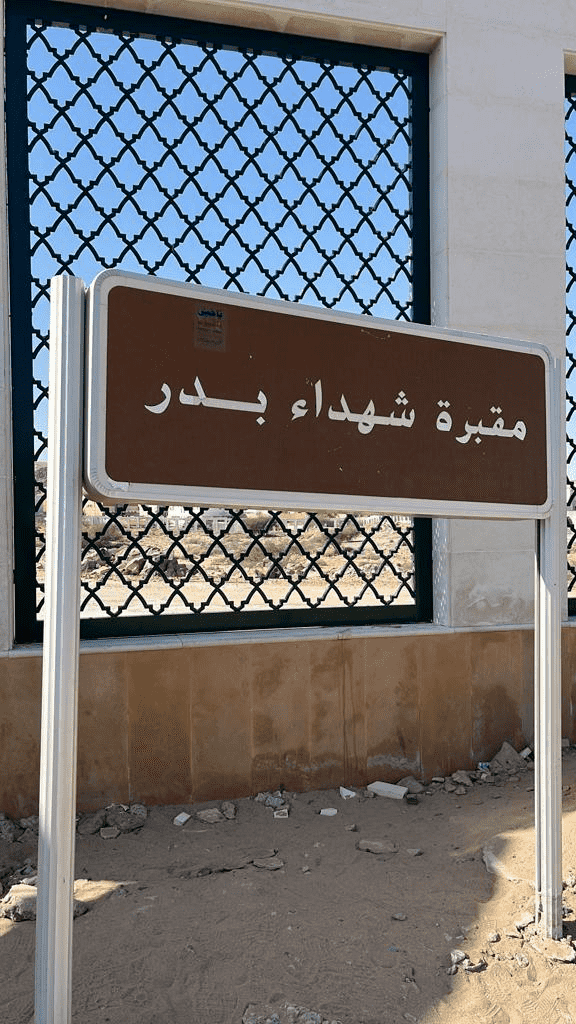
مقبرة شهداء بدر - حي الشهداء- بدر-المدينة المنورة

تضم المقبرة رفات أربعة عشر من الصحابة الذين قتلوا في غزوة بدر وهم: عمير بن أبي وقاص، صفوان بن وهب، ذو الشمالين بن عبد عمرو، مهجع بن صالح، عاقل بن البكير، عبيدة بن الحارث، سعد بن خيثمة، مبشر بن عبد المنذر، حارثة بن سراقة، رافع بن المعلى، عمير بن الحمام، يزيد بن الحارث، معوذ بن الحارث، عوف بن الحارث
فعدتهم أربعة عشر شهيدا".ستة من المهاجرين وثمانية من الأنصار: ستة من الخزرج واثنان من الأوس. ويعتقد المسلمون أنهم من أفضل الشهداء لما جاء في الحديث عن معاذ بن رفاعة بن رافع الزرقي، عن أبيه، وكان أبوه من أهل بدر قال: جاء جبريل إلى النبي -صلى الله عليه وسلم-، فقال: ما تعدون أهل بدر فيكم؟ قال: «من أفضل المسلمين»، أو كلمة نحوها، قال: وكذلك من شهد بدرًا من الملائكة".وقد كتبت أسماء الشهداء في نصب تذكاري أمام المقبرة.

## وصلات خارجية
- موقع صحيفة الوطن السعودية